# Große Straße (Meerenge)
Die Große Straße (estnisch Suur väin) ist eine Meerenge in West-Estland zwischen der Insel Muhu und dem estnischen Festland. Sie verbindet den südlichen Teil des Väinameri-Archipels mit dem Rigaer Meerbusen.
Es gibt mehrere kleine Inseln in der Meerenge, darunter Papirahu, Kesselaid, Kõbajad und Viirelaid.
Die Große Straße ist einer der tiefsten Teile des Väinameri. Die tiefste Stelle liegt mit 24 Meter zwischen Kesselaid und Muhu.
Kuivastu ist der wichtigste Hafen in Muhu. Im Dorf Lalli gibt es einen Hafen für kleine Boote. Lõetsa, Lehtmetsa, Hellamaa, Võlla, Tusti und Võiküla liegen auch an der Meerenge in der Landgemeinde Muhu.
Kesse (bis 1977 Kesselaiu) ist ein Dorf auf der estnischen Insel Kesselaid (deutsch Schildau, schwedisch Skjöldö).
Virtsu in der Landgemeinde Lääneranna ist die größte Siedlung an der Große Straße. Es gibt einen Hafen (unter anderem einen wichtigen Frachthafen) und die Windparks Virtsu I und II. Es gibt einen weiteren Windpark bei Esivere.
Zwischen Kuivastu und Virtsu verkehrt eine Fährverbindung. Die Passage dauert 25 Minuten und ist kostenlos (außer LKW, Busse). Die Fähre „Töll“ (Baujahr 2015) wurde inzwischen auf Hybridantrieb (Flüssiggas/Batterie) umgerüstet.
Die Hauptschifffahrtsroute durch die Große Straße verläuft von Nord nach Süd.
Eine Brücke über die Große Straße ist geplant.
Zwischen Muhu und Saaremaa trennt die Meerenge Väike väin.